# 弓林
弓林（？—25年），两汉之际安陵县（今陕西省咸阳市东北，因汉惠帝安陵得名）人。
平陵（在今陕西省咸阳市东北十三里，因汉昭帝平陵得名）人方望见更始政乱，认为更始皇帝刘玄必败，对弓林等人说：“前定安公婴，平帝之嗣，虽王莽篡夺，而尝为汉主。今皆云刘氏真人，当更受命，欲共定大功，何如？”弓林等人同意，于是在长安找到前定安公刘婴，25年正月，占据临泾。拥立刘婴当皇帝，聚集党徒数千人。刘婴在王莽之前称之为孺子婴，虽然后世年表被他算作西汉十二帝之一，但实际当时只是皇太子，王莽为摄皇帝。到这个时候，才正式称为皇帝。方望为丞相，弓林为大司马。更始帝派遣丞相李松与讨难将军苏茂等讨伐，将他们全部斩杀。